# Ibn as-Samh
Abu-l-Qàssim Àsbagh ibn Muhàmmad al Garnatí, més conegut com a Ibn as-Samh (? 979 - Granada, 1035), fou un matemàtic andalusí. Va escriure diverses obres d'astronomia, aritmètica, geometria, i potser de medicina. Alguna obra seva ha estat traduïda al castellà.

## Vida
Poc o res es coneix de la seva vida. Se suposa nascut a Còrdova, però no és segur, com la seva data de naixement (entre 979 i 980). El que sí que sabem és que va ser actiu a Granada a partir del 1018, on va muntar la seva pròpia escola de matemàtiques i astronomia. Era deixeble de Màslama al-Majrití, amb qui devia estudiar quan era a Còrdova.

## Obres
Malgrat que tenim referència de prou obres seves, només se n'han conservat unes poques:
- Llibre dels planetaris, de la qual es conserva una traducció manada fer per Alfons X el Savi, amb el títol de Libro de los instrumentos de las láminas de los siete planetas.
- Un llibre sobre l'astrolabi, del qual es conserva un manuscrit al Museu Britànic, amb el número 9827.
- Risala Kafiya fi ‘ilm al-hisab (Compendi sobre l'art del càlcul), del qual es conserven dos manuscrits.
- Un fragment sobre el cilindre i les seccions planes, que es conserva en traducció a l'hebreu.[3]